# キュラソー・ネプテューヌス
キュラソー・ネプテューヌス（蘭: Curaçao Neptunus）は、オランダの南ホラント州ロッテルダムを拠点とする野球チーム。ホーフトクラッセ所属。
日本語ではキュラソー・ネプチューンズと表記されることも多い。

## 概要
野球部門とソフトボール部門から成るスポーツクラブ。
ホーフトクラッセ優勝回数は歴代最多。欧州チャンピオンズカップの優勝回数もオランダのチームとしては最多を数える。
2014年12月17日にキュラソーに本拠地を置くグッド・インテンション・ファウンデーションと3年間の命名権契約を締結したことによりチーム名がキュラソー・ネプテューヌスとなった。

## 歴史
- 1943年5月3日 - スポーツクラブ「SCネプテューヌス（オランダ語版）」[注 1]の野球部門として創設[注 2]。
- 1979年 - ホーフトクラッセに初昇格。（以降、1985年を除く全シーズンにおいてホーフトクラッセに在籍[注 3]）
- 1981年 - ホーフトクラッセ初優勝。
- 1994年 - ヨーロピアンカップI初優勝。
- 2004年 - ヨーロピアンカップI5連覇（2000-2004）を達成。
- 2005年 - ホーフトクラッセ7連覇（1999-2005）を達成。
- 2010年 - 23連勝を含む、39勝3敗という圧倒的な成績でリーグ制覇[7]。
- 2015年 - 3月に東京ドームで開催された「GLOBAL BASEBALL MATCH 2015 侍ジャパン 対 欧州代表」の欧州代表に、ネプテューヌスからオーランド・イェンテマ、ディエゴマー・マークウェル、ジアニソン・ボックハウト、カリアン・サムスが選出[8]。
- 2018年 - ホーフトクラッセ6連覇（2013-2018）を達成。

## 所属選手
2016年シーズン現在
| 投手 | 投手                              | 投手                                                      |
| #    | 国                                | 選手名                                                    |
| ---- | --------------------------------- | --------------------------------------------------------- |
| 3    | オランダの旗                      | ベリー・ファンドリエル (Berry van Driel)                  |
| 7    | オランダの旗                      | ケニー・ファンデンブランデン (Kenny van den Branden)      |
| 33   | オランダの旗                      | ケビン・ケリー (Kevin Kelly)                              |
| 35   | キュラソー島の旗                  | ディエゴマー・マークウェル (Diegomar Markwell)            |
| 36   | オランダの旗                      | スティーブン・ファンフローニンゲン (Steven van Groningen) |
| 38   | ドミニカ共和国の旗 · オランダの旗 | オーランド・イェンテマ (Orlando Yntema)                   |
| 39   | オランダの旗                      | ベイロン・コーネリッセン (Bayron Cornelisse)              |
| 46   | オランダの旗                      | ルーク・ファンミル (Loek van Mil)                         |
| 捕手 |                                   |                                                           |
| #    | 国                                | 選手名                                                    |
| 15   | キュラソー島の旗                  | ダシェンコ・リカルド (Dashenko Ricardo)                   |
| 26   | アルバの旗                        | ジアニソン・ボックハウト (Gianison Boekhoudt)             |

| 内野手 | 内野手           | 内野手                                          | 内野手 |
| #      | 国               | 選手名                                          |        |
| ------ | ---------------- | ----------------------------------------------- | ------ |
| 10     | オランダの旗     | ダニエル・フェルナンデス (Daniel Fernandes)     |        |
| 11     | ベルギーの旗     | ベンジャミン・ディル (Benjamin Dille)           |        |
| 17     | オランダの旗     | リーン・フェルノーイ (Rien Vernooij)            |        |
| 18     | オランダの旗     | ステイン・ファンデルメール (Stijn van der Meer) |        |
| 24     | オランダの旗     | ドウェイン・ケンプ (Dwayne Kemp)                |        |
| 30     | キュラソー島の旗 | ライリー・レヒト (Raily Legito)                 |        |
| 外野手 |                  |                                                 |        |
| #      | 国               | 選手名                                          |        |
| 2      | オランダの旗     | アービング・ケンプ (Urving Kemp)                |        |
| 23     | オランダの旗     | シャルディマール・ダーンチ (Shaldimar Daantji)  |        |
| 32     | オランダの旗     | クリスティアン・ディアス (Christian Diaz)       |        |
| 65     | オランダの旗     | スティーブン・ワーウッド (Steven Wharwood)      |        |

| 監督・コーチ | 監督・コーチ | 監督・コーチ     | 監督・コーチ                                     |
| 役職         | #            | 国               | 選手名                                           |
| ------------ | ------------ | ---------------- | ------------------------------------------------ |
| 監督         | 9            | オランダの旗     | エフェルト=ヤン・トフン (Evert-Jan 't Hoen)      |
| 投手コーチ   | 21           | アルバの旗       | ヤン・コリンズ (Jan Collins)                     |
| 三塁コーチ   | 43           | キュラソー島の旗 | メルフリード・コメネンシア (Melfried Comenencia) |

## 永久欠番
- 14 ハリー・コスター
- 22 ボブ・バンアレン
- 16 ロバート・エーンホーン